# NGC 6089-1
NGC 6089-1 (другие обозначения — MCG 6-36-1, ZWG 196.4, ZWG 196.91, KUG 1610+331A, PGC 57491) — галактика в созвездии Северная Корона.
Этот объект входит в число перечисленных в оригинальной редакции «Нового общего каталога».